# Про істинну релігію
Про істинну релігію, єресь, розкол, толерантність і найкращі засоби проти зростання попівства (англ. Of True Religion, Heresy, Schism, Toleration; and what best means may be used against the Growth of Popery) — полемічний трактат, написаний Джоном Мільтоном та опублікований у Лондоні в 1673 році, в якому він висловлює антикатолицькі погляди. У трактаті розглядаються власні проблеми Мільтона, пов'язані з доктринами, практиками й церемоніями, пов'язаними з папою або папською системою Римо-католицької церкви, а також з тим, що Мільтон називав «імпліцитною вірою» її членів. Антикатолицькі ідеї у творчості Мільтона є прямою відповіддю на толерантну позицію англійського короля Карла II щодо Римо-католицької церкви. Прокатолицькі настрої не були популярними в Англії з часів кривавого правління побожної римо-католицької королеви Марії I Тюдор. Очевидні антикатолицькі ідеї, присутні у творах Мільтона, у поєднанні із впливом самого Мільтона, можливо, надихнули такі суспільні рухи, як Славна революція 1688 року і, врешті-решт, прийняття Акту про попівство 1698 року.

## Зміст
Мільтон звинувачує Римо-католицьку церкву в тому, що вона відверто змінює Святе Письмо і вводить в оману своїх довірливих членів. Він стверджує, що залежність католицької церкви від попівства є фальшивою релігією і використовує це як доказ єресі всередині інституції. Мільтон починає свою аргументацію з твердження, що «зростання попівства є в наші дні неабиякою бідою й образою для більшої частини нації». Мільтон продовжує свою аргументацію, зіставляючи передбачувані помилки католицької церкви з його власним визначенням «істинної релігії». Він стверджує, що справжня релігія — це «істинне поклоніння і служіння Богу, про яке можна дізнатися і в яке можна повірити лише зі Слова Божого». Мільтон також припускає, що члени Римо-Католицької Церкви живуть за системою неявної віри. Він пропонує розв'язання проблеми, стверджуючи, що два принципи істинної релігії «відсікли б багато дебатів і суперечок, розколів і переслідувань» між християнами.

### Два принципи
У своєму трактаті Джон Мільтон часто цитував біблійні уривки, щоб надати вагомі докази проти католицької церкви. Мільтон цитував книги Повторення Закону (Втор. 4:2) та Об'явлення (Об'явл. 22:18,19) і стверджував, що двома основними принципами істинної релігії є (1) тільки Слово Боже і (2) «віра не повинна бути неявною вірою, тобто вірити, хоча і так, як вірить церква, але всупереч або без виразного авторитету Святого Письма».

## Історичний контекст
Мільтон написав свій памфлет у 1673 році — за рік до своєї смерті. Маючи за плечима свої найкращі твори, Мільтон міг зосередитися на своєму теперішньому стані та стані своєї країни. Він, безсумнівно, вивчав наслідки існування державної церкви в Англії і повністю вірив у відокремлення церкви від держави. Мільтон був свідком непопулярності толерантного ставлення короля Карла II до католиків. Карл II оприлюднив декларацію про індульгенцію (яка призупиняла покарання за католицизм і нонконформізм) у березні 1672 року, але був змушений скасувати її в березні 1673 року. «Трактат Мільтона толерантний до сектантів, які „можуть мати деякі помилки, але не є єретиками“, але піддає жорстокій критиці римо-католицизм, який він засуджує як політично небезпечний і теологічно ідолопоклонницький». Хоча його погляди й думки не привернули особливої уваги за його життя, пізніше вони мали значний вплив на майбутні парламентські питання, такі як Закон про попівство 1698 року. Пізніше його праці стали надзвичайно популярними серед майбутніх революційних рухів у Франції та Америці.